# Football Club Aarau (féminines)
Actualités
Le Football Club Aarau (Fussball Club Aarau Frauen en allemand) est un club de football féminin suisse basé à Aarau dans le canton d'Argovie en Suisse. Il évolue actuellement en Women's Super League, la première division suisse. Le club est issu de la section féminine du FC Aarau.

## Histoire
Fondé dans les années 1970, la section féminine du FC Aarau remporte les quatre premières éditions du championnat suisse,.
En 2017, le club devient indépendant du FC Aarau et retrouve la première division lors de la saison 2017-2018, après une longue absence, à la suite de la faillite du FC Neunkirch. L'équipe est cependant reléguée à la fin de la saison.
Lors de la saison 2020-2021, le FC Aarau remporte la ligue nationale B et retrouve la première division.

### Red Boots Aarau

Blason de la ville

En mars 2021, le FC Aarau présente son nouveau nom, Red Boots Aarau, qui est également une marque pour dynamiser le projet du football féminin. Le club abandonne la couleur rose et prend les couleurs noir, blanc et rouge de la ville d'Aarau.
Un nouveau logo est également dévoilé, avec un aigle portant des bottes rouges.

## Palmarès
- Championnat de Suisse (4) : 1971, 1972, 1973, 1974
- Championnat de Suisse de deuxième division : 2021